# Etara

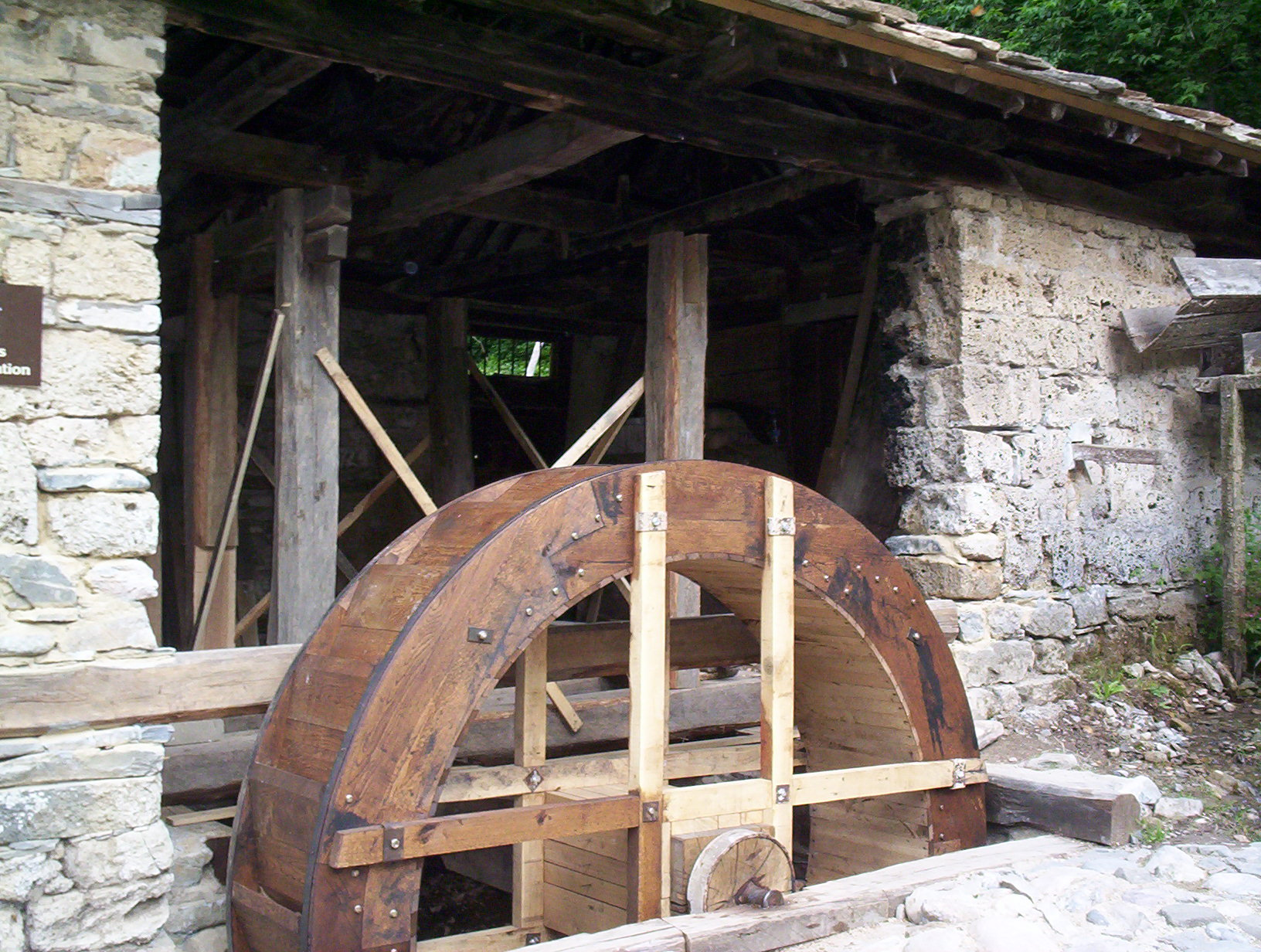
Molino.

El Complejo etnográfico y arquitectónico de Etara (en búlgaro: Архитектурно-етнографски комплекс „Етър“, más conocido como Etara) es un museo al aire libre y un barrio de Gabrovo situado a 8 km al sur de la ciudad en el norte de Bulgaria. Es uno de los 100 sitios turísticos nacionales.
En el museo representa las costumbres, culturas y trabajos artesanos de Bulgaria. Tiene una superficie de 7 hectáreas, albergando un total de 50 edificaciones incluyendo molinos y talleres artesanos. El complejo refleja principalmente la arquitectura y modo de vida de la región durante el Renacimiento Nacional Búlgaro.
El complejo es atravesado por el río Sivek.
La construcción del museo se inició en 1963 bajo la dirección y proyecto de Lazar Donkov. En el lugar se encontraba el molino Karadzheyka, construido alrededor de 1780, que fue reconstruido. El 7 de septiembre de 1964 se inauguró el museo siendo denominado parque nacional en 1967 y en 1971 fue declarado monumento cultural.
El monasterio de Sokolski está situado a pocos kilómetros del museo.

## Galería

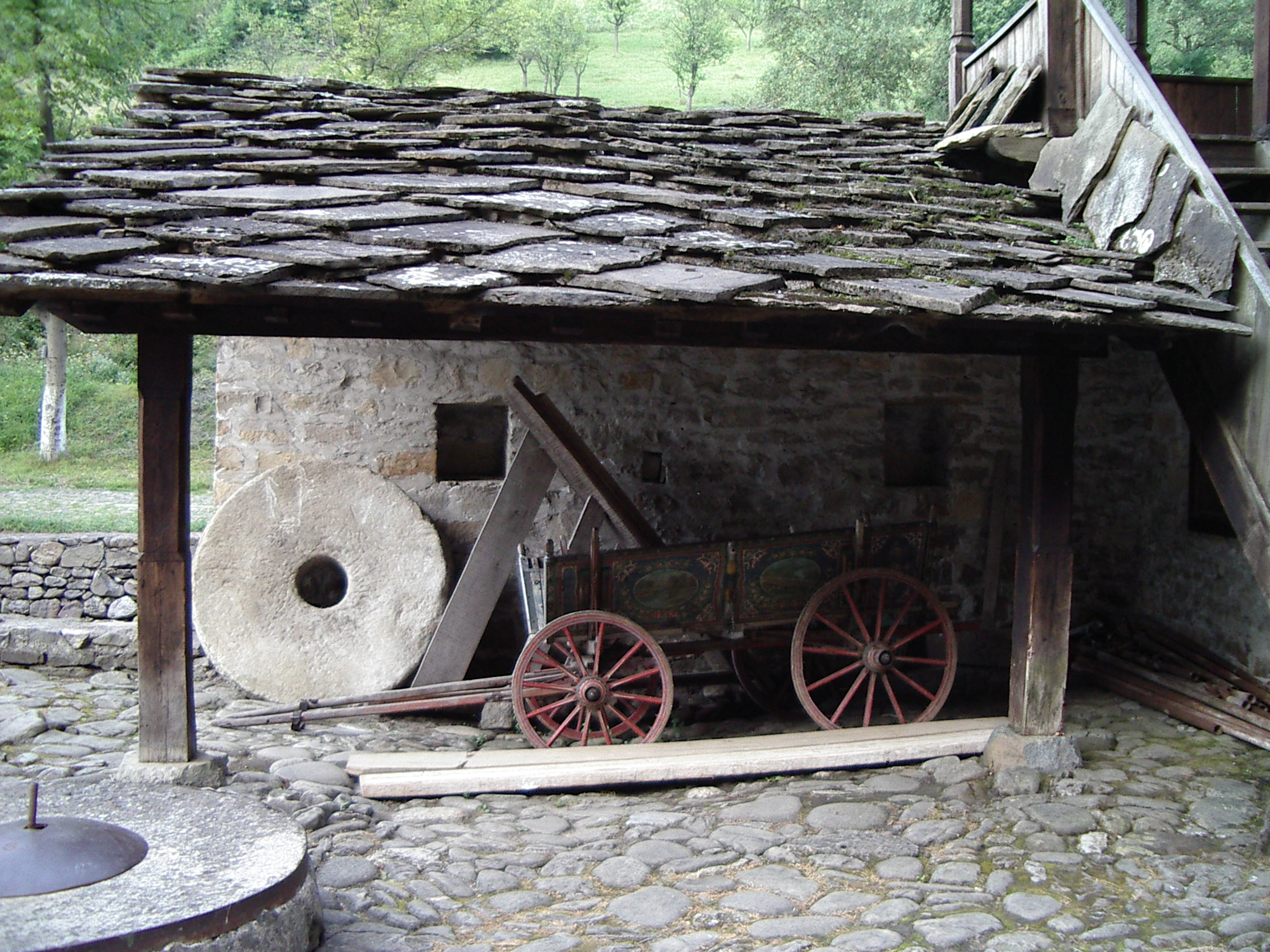
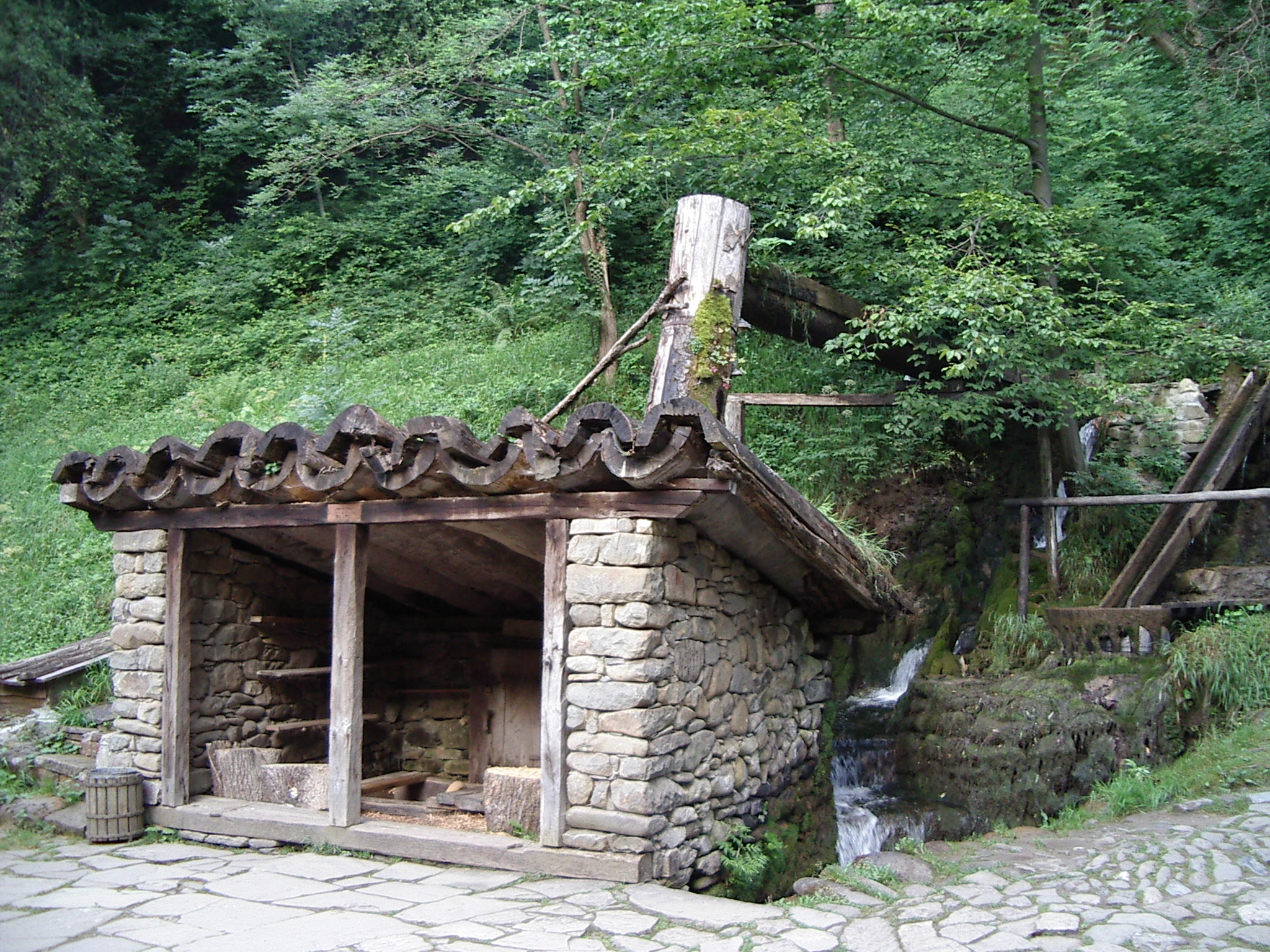
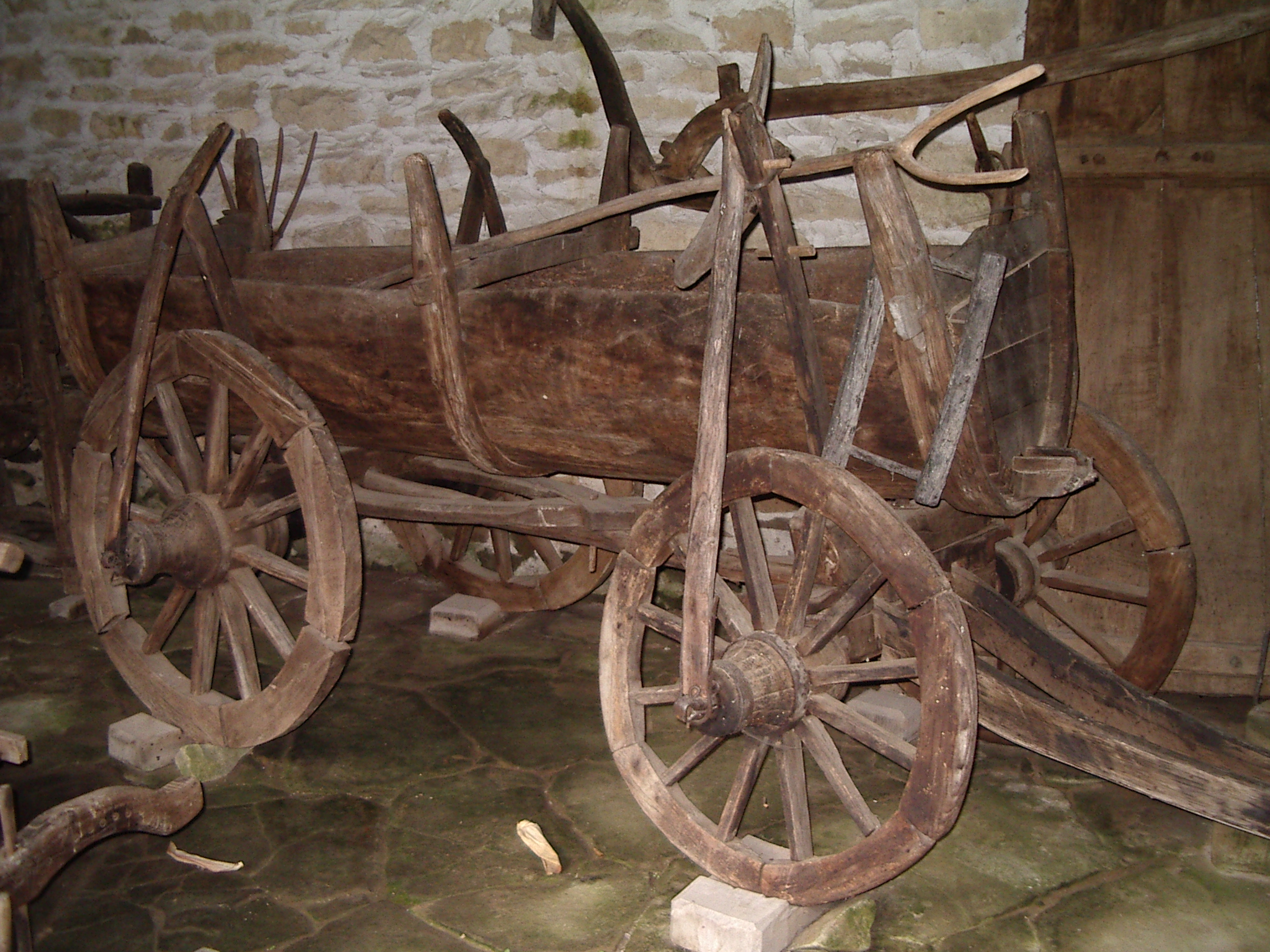
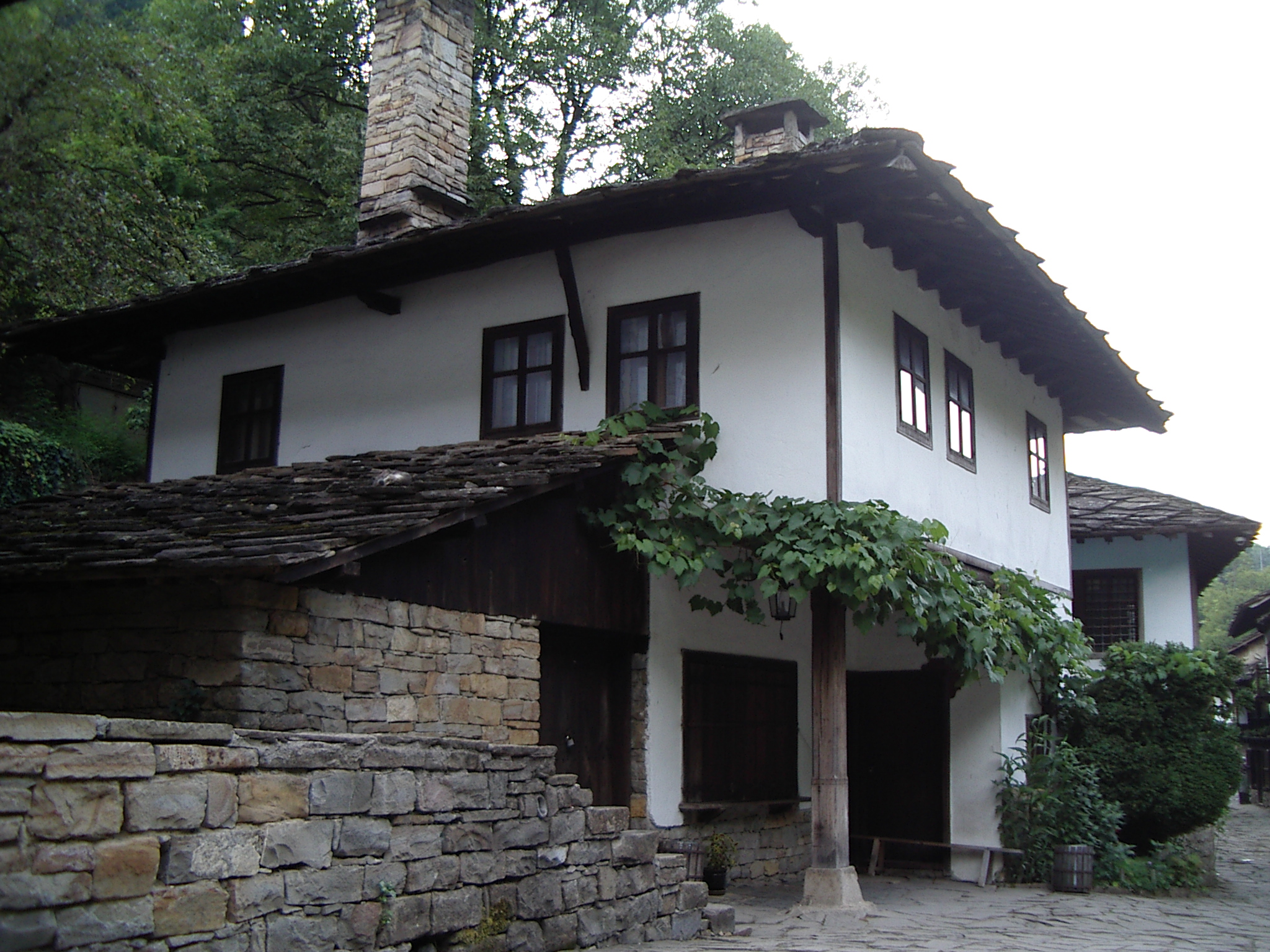